# Muhàmmad Àdil Xah

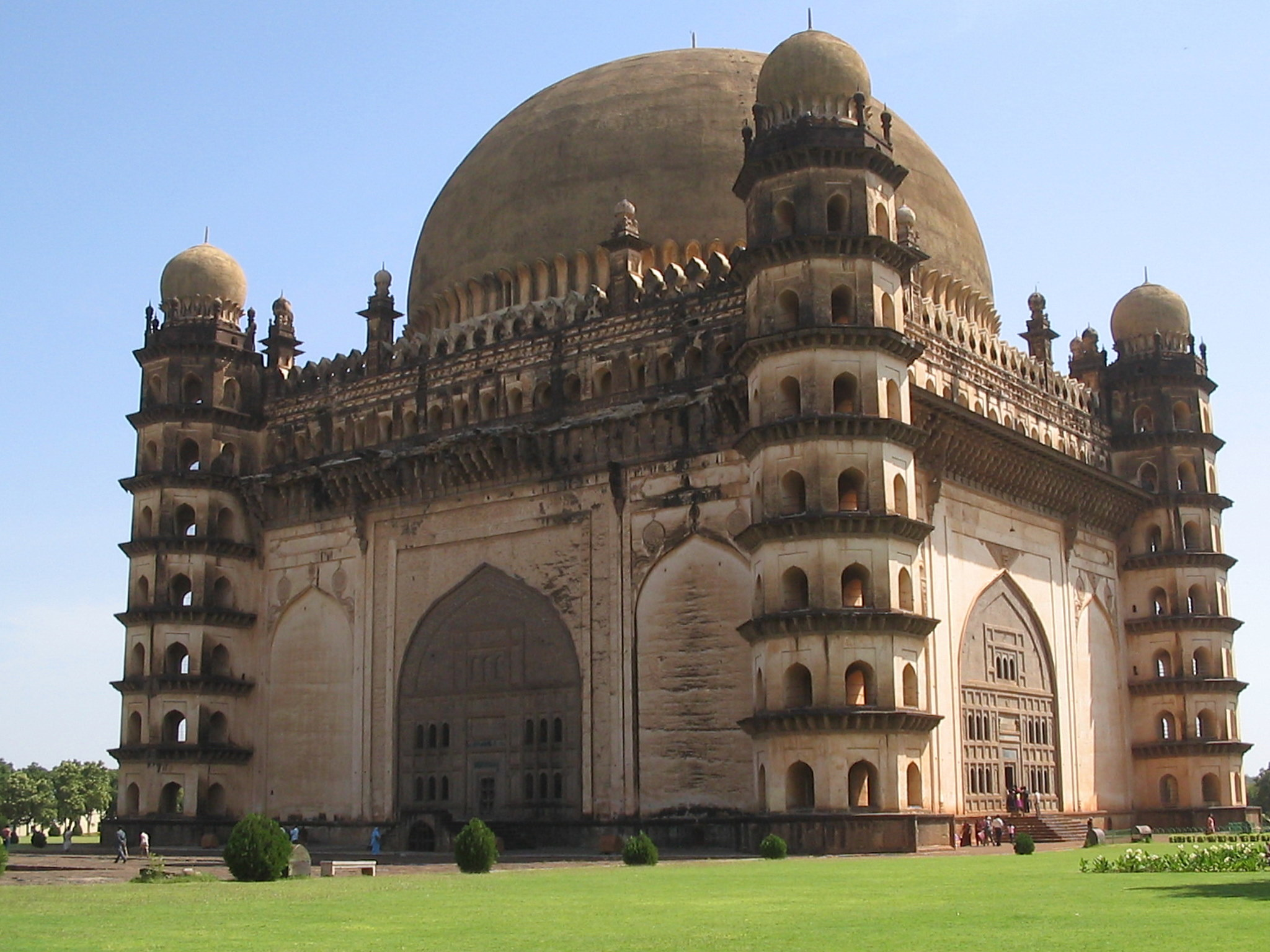
Gol Gumbaz

Muhàmmad Àdil Xah fou sobirà de la dinastia adilxàhida de Bijapur, fill d'Ibrahim Àdil Xah II al que va succeir a la seva mort el 1626 quan comptava 16 anys amb el suport dels nobles Dawlat Khan (després Khawas Khan) i Mirza Muhammad Amin Lari (després Mustafa Khan). Fou el primer rei de Bijapur que va encunyar moneda amb el seu nom.
El 1634 l'exèrcit mogol de Xa Jahan va envair el Dècan i va assolar Bijapur. Daulatabad i altres fortaleses foren conquerides i Muhammad va haver de pagar un fort tribut (1636). Shah Jahan va emetre un firman que garantia la independència i seguretat de Bijapur. El 1648 l'emperador li va donar el títol de Shah. L'Imperi Mogol limitava l'estat pel nord i Muhammad va intentar estendre els seus dominis a l'oest, cap a Konkan, Pune, Dhabul (moderna Mumbai), al sud, cap a Mysore, i a l'est cap a Karnataka, i Tamil Nadu. Durant el seu regnat Bijapur va arribar al zenit del seu poder territorial. En general el regne va gaudir de pau interior i la poesia, pintura i arquitectura hi foren desenvolupades. L'educació i els ensenyaments religiosos van conèixer una època d'expansió. Va fer construir el Gol Gumbaz, símbol de l'arquitectura perso-otomana.
A la part final del seu regnat el cap maratha Sivaji, fill de Xaji Bhonsle, va aconseguir una posició hegemònica i el sultanat va quedar considerablement debilitat.
Va morir el 1656 i fou enterrat al Gul Gumbadh de Bijapur. El va succeir Alí Àdil Xah II (1656-1672)